# Agyra marchandi
Agyra marchandi är en fjärilsart som beskrevs av Achille Guenée 1852. Agyra marchandi ingår i släktet Agyra och familjen nattflyn. Inga underarter finns listade i Catalogue of Life.